# Bad Soden-Salmünster
Pour les articles homonymes, voir Bad Soden.
Bad Soden-Salmünster est une municipalité allemande située dans le land de la Hesse et l'arrondissement de Main-Kinzig.

## Jumelage
- Guilherand-Granges (France) depuis 1996[1]

## Personnalités
- Tuğçe Albayrak (1991-2014), étudiante allemande

## Source, notes et références
- (de) Cet article est partiellement ou en totalité issu de l’article de Wikipédia en allemand intitulé « Bad Soden-Salmünster » (voir la liste des auteurs).

1. ↑  « Städtepartnerschaft » Site web de la ville de Bad Soden-Salmünster, consulté le 8 avril 2017.